# 朗詠百首
朗詠百首（ろうえいひゃくしゅ）は、『和漢朗詠集』などの詩句を題とし、和歌に翻案したもの。
作者は、その巻末識語から、藤原家隆と考えられていたが、近年、研究がすすみ、藤原隆房（久安4年（1148年） - 承元3年（1209年））を作者とすることにほぼ間違いはないと考えられている。成立は、隆房の若い時期の習作と考える説（鈴木徳男）や、治承元年（1177年）以降、正治2年（1200年）以前とする説（佐藤恒雄）、文治建久期、遅くとも正治以前とする説（上野順子）などがあり、はっきりしない。